# Гриндэлл, Ричард
Ричард Гриндэлл (англ. Richard Grindall, 1750 — 23 мая 1820, Уикхэм, Хэмпшир) — британский вице-адмирал

## Биография
7 января 1772 года поступил матросом на корабль «Резолюшн» (HMS Resolution) на котором участвовал во второй экспедиции под руководством Джеймса Кука. Во время путешествия столовался вместе с мичманами. Затем служил на различных кораблях Королевского флота и 29 ноября 1776 года произведен в чин лейтенанта. 21 декабря 1781 года переведен на 90-пушечный корабль «Барфлёр» (HMS Barfleur) на котором под флагом контр-адмирала сэра Самюэля Худа участвовал в боевых действиях в Вест-Индии, при Мартинике. 13 марта 1783 года Гриндэлл был произведен в чин капитана.
К началу войны с революционной Францией Гриндэлл был командиром 36-пушечного фрегата «Талия» (англ. HMS Thalia), а в 1795 году назначен командиром 74-пушечного корабля «Неодолимый» (англ. HMS Irresistible), на котором участвовал в блокаде Бреста и 25 июня в сражении у о. Груа, где был ранен. Последующие годы Гриндэлл принимал участие в блокаде французских портов и конвоях.
После заключения Амьенского мира Гриндэлл получил в командование 98-пушечный корабль «Принц» (англ. HMS Prince) на котором, уже во время Наполеоновских войн участвовал 21 октября 1805 года в Трафальгарском сражении. «Принц» находился в колонне под командованием вице-адмирала К. Коллингвуда и из-за своей тихоходности подоспел только к завершающей стадии сражения, обстрелял корабли Principe de Asturias и уже горевший Achille, сам не понеся существенного ущерба. После сражения «Принц» под командованием своего капитана буксировал в штормовую погоду поврежденные корабли в английские порты и спасал людей, в том числе 350 человек с затонувшего испанского «Сантисима-Тринидад».
В числе многих других офицеров, за Трафальгар Гриндэлл 9 ноября того же года получил повышение и был произведен в чин контр-адмирала синей эскадры. Помимо правительства, он был награждён золотой медалью и благодарностью Парламента, и почетной шпагой Патриотического фонда Ллойда.
В последующие годы больше не ходил в море, и в конце 1805 года получил должность на берегу. Это не мешало ему получать повышения: 28 апреля 1808 года чин контр-адмирала белой эскадры; 25 октября 1809 года чин контр-адмирала красной эскадры; 31 июля 1810 года чин вице-адмирала синей эскадры; 12 августа 1812 года чин вице-адмирала белой эскадры и 4 июня 1814 года чин вице-адмирала красной эскадры, и вскоре вышел в отставку. Также, после окончания наполеоновских войн, 2 января 1815 года Гриндэлл стал командором ордена Бани.
Ричард Гриндэлл умер в 1820 году.